# Royaume-Uni au Concours Eurovision de la chanson 2019
Le Royaume-Uni est l'un des quarante et un pays participants du Concours Eurovision de la chanson 2019, qui se déroule à Tel-Aviv en Israël. Le pays sera représenté par le chanteur Michael Rice et sa chanson Bigger than Us, sélectionnés via l'émission Eurovision: You Decide 2019. Le pays termine 26e et dernier lors de la finale du Concours, ne recevant que 11 points.

## Sélection
Le diffuseur BBC a confirmé la participation du Royaume-Uni le 19 septembre 2018.

### Format
Le format de la sélection est grandement modifié pour cette édition : la sélection verra six artistes pour seulement trois chansons en compétition — contrairement aux années précédentes où six artistes participaient avec six chansons différentes. Chaque chanson sera dans un premier temps interprétée par deux artistes. Par la suite, un jury d'experts sélectionnera un seul artiste par chanson. Ces trois combinaisons chanson-artiste seront alors soumises au vote du public britannique.

### Duels
- Qualifiés

| Ordre | Artiste       | Chanson        | Compositeur(s)                                                | Votes du jury | Votes du jury | Votes du jury | Votes du jury |
| Ordre | Artiste       | Chanson        | Compositeur(s)                                                | Rylan         | Mollie        | Humes         | Total         |
| ----- | ------------- | -------------- | ------------------------------------------------------------- | ------------- | ------------- | ------------- | ------------- |
| 1     | Kerrie-Anne   | Sweet Lies     | Maria Broberg, Lise Cabble, Esben Svane                       | 1             | 1             | 1             | 3             |
| 2     | Anisa         | Sweet Lies     | Maria Broberg, Lise Cabble, Esben Svane                       | –             | –             | –             | 0             |
| 3     | Jordan Clarke | Freaks         | Jon Maguire, Rick Parkhouse, Corey Sanders, George Tizzard    | 1             | –             | 1             | 2             |
| 4     | MAID          | Freaks         | Jon Maguire, Rick Parkhouse, Corey Sanders, George Tizzard    | –             | 1             | –             | 1             |
| 5     | Holly Tandy   | Bigger than Us | Laurell Barker, Anna-Klara Folin, John Lundvik, Jonas Thander | –             | –             | –             | 0             |
| 6     | Michael Rice  | Bigger than Us | Laurell Barker, Anna-Klara Folin, John Lundvik, Jonas Thander | 1             | 1             | 1             | 3             |

### Finale
- Vainqueur

| Ordre | Artiste       | Chanson        |
| ----- | ------------- | -------------- |
| 1     | Kerrie-Anne   | Sweet Lies     |
| 2     | Jordan Clarke | Freaks         |
| 3     | Michael Rice  | Bigger than Us |

Au terme de la soirée, Michael Rice est couronné vainqueur de l'émission et désigné représentant du Royaume-Uni pour l'Eurovision 2019.

## À l'Eurovision
En tant que membre du Big Five, le Royaume-Uni est qualifié d'office pour la finale du Concours, le 18 mai 2019. N'y recevant que 11 points, le pays y termine 26e et dernier. C'est la quatrième fois que le Royaume-Uni finit en dernière position.